# Gavicalis
Gavicalis är ett fågelsläkte i familjen honungsfåglar inom ordningen tättingar: Släktet omfattar tre arter som förekommer på Nya Guinea och i östra Australien:
- Spräcklig honungsfågel (G. versicolor)
- Mangrovehonungsfågel (G. fasciogularis)
- Sånghonungsfågel (G. virescens)

Släktet inkluderades tidigare i Lichenostomus.